# Eleccions al Landtag de Baviera de 1998
Les eleccions al Landtag de Baviera de 1998 van ser guanyades novament per la Unió Social Cristiana de Baviera (CSU) amb majoria absoluta. La situació parlamentària no va variar gaire respecte a les eleccions anteriors
| Partit           | Percentatge | Escons |
| ---------------- | ----------- | ------ |
| CSU              | 52,9        | 123    |
| SPD              | 28,7        | 67     |
| Els Verds        | 5,7         | 14     |
| FPD              | 1,7         | -      |
| Die Republikaner | 3,6         | -      |